# Kristina kommun

Läge.

Kommunens vapen.

Kristina (finska: Ristiina) är en före detta kommun i landskapet Södra Savolax i Finland. Kommunen sammanslogs med S:t Michel år 2013. Vid sammanslagningen hade kommunen 4 856 invånare och en yta på 742,11 km².
Kristina är enspråkigt finskt.

## Historia
Kristina grundades 1649 och har fått sitt namn efter greve Per Brahe den yngres gemål Kristina Katarina Stenbock. Greve Per Brahe hade den södra och västra delen av socknen S:t Michel som förläning, varav han bildade en ny församling, som efter hans hustru fick namnet Kristina. Här låg även grevskapets administrativa centrum Braheslott, vars garnison var till antalet obetydlig, men där jordbruk och trädgårdsskötsel nått en blomstring, som utgjorde ett föredöme för hela landskapet. År 1682 återställdes förlänningen till kronan, och gården blev boställe för översten vid Savolaks infanteriregemente. Just här bodde Göran Magnus Sprengtporten, när han år 1775 på egen bekostnad grundade en krigsskola för utbildning av officerare.

## Politik

### Mandatfördelning i Kristina kommun, valen 1976–2008
|  | 8 |  | 11 |  | 5 |

|  | 8 |  | 10 |  | 6 |

|  | 7 | 3 | 10 | 6 |

|  | 6 |  | 2 | 10 |  | 6 |

|  | 8 |  | 10 |  | 6 |

| 7 | 11 | 2 | 7 |

|  | 6 | 12 |  | 7 |

| 8 |  | 11 |  | 6 |

| 22 | 5 |

| 8 |  | 10 | 2 | 6 |

| 13 | 14 |